# Dynamena obliqua
Dynamena obliqua is een hydroïdpoliep uit de familie Sertulariidae. De poliep komt uit het geslacht Dynamena. Dynamena obliqua werd in 1816 voor het eerst wetenschappelijk beschreven door Lamouroux. 